# Fidji (parfum)
Fidji est un parfum féminin des parfums Guy Laroche, créé en 1966 et sorti en 1973.

## Création
C’est Joséphine Catapano, parfumeuse chez IFF qui, à la demande de Robert Salmon, directeur marketing de Lancôme, compose en 1966 ce parfum pour Guy Laroche. Karine Lebret, qui travaille de nos jours à la direction de la création et du développement parfums chez L'Oréal (propriétaire de Lancôme) explique : « l'objectif était de concevoir un parfum floral, dans le sillage de L'Air du temps de Nina Ricci mais en plus moderne. La force de Fidji est de marier les contraires, il est frais et solaire, doux et racé, tout en exhalant une élégance foudroyante. Non seulement il a popularisé une toute jeune famille olfactive, les floraux verts chyprés, mais c’est le premier parfum dont l’univers s’ancrait dans l’exotique, le lointain ».

## Succès
Vingt ans après le lancement de Fidji, 80 millions de flacons sont déjà vendus dans le monde.

## Publicité
Le slogan de Fidji est : « La femme est une île, Fidji est son parfum ».
Le visuel met en scène une femme nue, accroupie sur le sable d'une plage, berçant un grand flacon Fidji. Des versions moins osées, avec une femme habillée, ont également été réalisées.

## Anecdotes
Le nom Fidji a été choisi par Jean Menet, président à l'époque de Lancôme, qui fit tourner un globe à la recherche d'un nom court et accrocheur.
Le flacon possède un bouchon, qui, mis à l’envers, est le recyclage de celui de Tropiques de Lancôme.
Il aura fallu 7 ans pour que le parfum rencontre le succès[réf. nécessaire].

## Postérité
On compte parmi les marques influencées : 
- No 19 de Chanel (1970)
- Beautiful d'Estée Lauder (1985)
- Cabotine de Grès (1990)
- Tendre Poison de Christian Dior (1995)
- Dolce Vita de Christian Dior (1995)
- Touch of Sun de Lacoste (2006)